# 陳震生
陳震生（？—1645年），字長孺、又字青雷，號恬思，常州府武進縣人，明朝、南明政治人物。

## 生平
陳震生是崇禎七年進士陳組綬之子，崇禎十二年（1639年）中應天鄉試舉人，崇禎十六年（1643年）成進士，户部觀政，獲授中書舍人。弘光年間負責到徽、寧、池、太、廣頒下追尊毅宗諡號詔，之後曾上疏減省宮內開支與煩重稅賦，外任贛縣知縣未行，擢官職方主事，本年任廣西鄉試副主考，很快去世。

## 评价
陳震生擅長詩文，為人落落有奇氣。

## 著作
有作品《思廬草》流傳。

## 家族
曾祖陳萬言。祖父陳善道，封承德郎职方司主事。父陳組綬，辛酉解元、甲戌會魁，官兵部主事、山東鄉試主考。祀鄉賢。

## 引用
1. 1 2  錢海岳《南明史·卷三十三·列傳第九》：（秦鏞無錫）【武進】邑人（弘光）建言者陳震生，字青雷。崇禎十六年進士。授中書舍人。頒追尊毅宗諡號詔徽、寧、池、太、廣，疏陳時政曰：

　　撙節之道，當自君身始。宮殿差構各工，自宜暫緩，絲此類推，宮中省一分之費，即河上受一分之惠。況今事例雜開，有前代行之而本朝從不踵舉者，如榷酒酣之類是也；有本朝未行并前代未聞而創舉者，如納銀准考之類是也。事例出於萬不獲已，復有增加，情急勢窮，則大變將作，況中貴出而聽用之冒濫者多，部務煩而奉差之驛騷者眾，似宜清減，以省需求。臣歷稽往牒，無不以輕役減賦興，役煩稅重亡，燃燈膏盡，其燄乃滅，夫民命國之膏也。
 
語亦懇至。出為贛縣知縣未行，擢職方主事，卒。
2. ↑  道光《武進陽湖縣合志·卷十八·選舉志》：（崇禎）十二年已卯科（舉人）……陳震生 十四名，無錫籍，組綬子，癸未進士
3. ↑  道光《武進陽湖縣合志·卷二十四·人物志三》：陳組綬，字伯玉，崇禎辛酉解元、甲戌進士。……子震生，癸未進士，善詩文，為人落落有奇氣，所著有《思廬草》。
4. ↑  《崇禎十六年癸未科進士三代履歷》：陳震生，恬思，詩四房，戊午年十一月十三日生。无锡籍武进人，己卯十四名，會試四十八名，三甲一百八名。户部觀政，甲申授江西赣县知县，六月改职方司主事，本年廣西副主考。